# 穆里塔法姆 (加利福尼亞州)
穆里塔農場（英語：Murietta Farm）是位於美國加利福尼亞州弗雷斯諾縣的一個非建制地區。該地的面積和人口皆未知。

## 地理
穆里塔農場的座標為36°39′06″N 120°27′34″W / 36.65167°N 120.45944°W，而該地的平均海拔高度為78米（即256英尺）。